# Lycée Jean-Mermoz (Montpellier)
Pour les articles homonymes, voir Lycée Jean-Mermoz.
Le lycée Jean-Mermoz est un lycée polyvalent de l'enseignement secondaire, supérieur et technique situé au no 717 de l'avenue Jean Mermoz à Montpellier. Il se développe sur 23 000 m2 de locaux s'étalant sur neuf hectares. Le lycée gère aujourd'hui l'éducation de près de 5 000 Personnes (lycéens, étudiants, personnels, enseignement, dirigeants, apprentis et stagiaires), ce qui en fait le plus grand lycée de France de par son effectif[réf. souhaitée].

## Structure et formation dispensées
- 3e Prépa Pro : Classe préparatoire à l’insertion en Baccalauréat Professionnel ;
- CAP : Prothèse dentaire (CFA) ;
- BEP (Seconde professionnelle comprise) : Électrotechnique Énergie Équipements Communicants, Électronique, Métiers de la production, Mécanique informatisée, Technicien du froid et du conditionnement d'air ;
- BAC (seconde générale, professionnelle et technologique comprise) :
  - STL (Biotechnologie, SPCL (Sciences Physiques et Chimie en laboratoire)) ;
  - STI (Architecture, Mécanique, électronique, électrotechnique et énergétique) ;
  - STMG (Communication et Gestion des Ressources humaines, Comptabilité et Finances de l’Entreprise, Gestion des Systèmes d’Information et Mercatique (Marketing)) ;
  - Spécialités (H.L.P Humanité Littérature et Philosophie , H.G.G.S.P Histoire Géographie Géopolitique et Science Politique, S.E.S Sciences Economiques et Sociales, LLCE Langues Littératures et Cultures Étrangères, Physique Chimie, S.V.T Science et Vie de la Terre, N.S.I Numérique et sciences informatiques, Sciences de l'ingénieur)  ;
  - MELEC (anciennement EEEC Électrotechnique Énergies et Équipements Communicants) ;
  - PRD (Prothèses dentaires).
- BTS : Fluides, Énergies et Environnements.
  - Conception Produits Industriels ;
  - Conception des Processus et Réalisation des Produits (ex : IPM) ;
  - Électrotechnique ;
  - Informatique et Réseaux pour l'Industrie et les Services ;
  - Bioanalyses et contrôles ;
  - Informatique de Gestion ;
  - Assistant de Direction ;
  - Commerce International ;
  - Biotechnologies.
- CPGE :
  - TPC (Technologie Physique Chimie) ;
  - PTSI / PT (Physique et technologie) ;
  - ENS D1 (Droit, économie et gestion) - certains cours sont assurés par la Faculté de droit ou d'AES ;
  - ENS D2 (Économie et gestion) - certains cours sont assurés par la Faculté des sciences économiques de Richter.

### Classement du Lycée
En 2015, le lycée se classe 14e sur 28 au niveau départemental quant à la qualité d'enseignement, et 1273e au niveau national. Le classement s'établit sur trois critères : le taux de réussite au bac, la proportion d'élèves de première qui obtient le baccalauréat en ayant fait les deux dernières années de leur scolarité dans l'établissement et la valeur ajoutée (calculée à partir de l'origine sociale des élèves, de leur âge et de leurs résultats au diplôme national du brevet).

### Classements des CPGE
Le classement national des classes préparatoires aux grandes écoles (CPGE) se fait en fonction du taux d'admission des élèves dans les grandes écoles. En 2015, L'Étudiant donnait le classement suivant pour les concours de 2014 :
| Filière | Élèves admis dans une grande école* | Taux d'admission* | Taux moyen sur 5 ans | Classement national | Évolution sur un an |
| --- | ----------------------------------- | ----------------- | -------------------- | ------------------- | ------------------- |
| PT / PT* | 14 / 39 élèves                      | 36 %              | 43 %                 | 16e sur 62          | 13                  |
| Source : Classement 2015 des prépas - L'Étudiant (Concours de 2014). * le taux d'admission dépend des grandes écoles retenues par l'étude. En filières scientifiques, c'est un panier de 11 à 17 écoles d'ingénieurs qui a été retenu par L'Étudiant selon la filière (MP, PC, PSI, PT ou BCPST). |                                     |                   |                      |                     |                     |

## Anciens élèves
- Jean-Charles Pereira ;
- Audrey Amiel ;
- Yannick Arroyo[5] ;
- Ateyaba ;
- Patrick de Carolis ;
- Jules Danglot ;
- Thomas Darmon ;
- Julien Delannoy ;
- Mickael De Marco ;
- Martin Devergie ;
- Solène Durand ;
- Ludovic Fabregas ;
- Kélian Galletier ;
- Sakina Karchaoui[6] ;
- Tristan Labouteley[7] ;
- Emelyne Laurent ;
- Bastien Le Picaut ;
- Pierre Lucas ;
- Kevin Mayer[8] ;
- Baptiste Pesenti ;
- Louis Picamoles[9] ;
- Brieuc Plessis ;
- Yvan Reilhac[9] ;
- Alexandre Ruiz ;
- Luca Tabarot [10];
- Adrien Tomas ;
- Julien Tomas[9] ;
- Marion Torrent ;
- Jennifer Troncy ;
- Patrick Vignal ;
- Reda Wardi.